# دوروتيو فاسكونسيلوس
دوروتيو فاسكونسيلوس (بالإسبانية: Doroteo Vasconcelos) (و. 1803 – 1883 م) هو سياسي من السلفادور، تولى منصب رئيس السلفادور.